# Mastnice
Mastnice je malý vodní tok a přírodní památka poblíž obce Hracholusky v okrese Prachatice. Chráněné území se rozkládá zhruba 1¼ km jižně od vesnice Žitná, místní části Hracholusk.

## Flóra
Důvodem ochrany jsou mokré louky ve střední části údolí potoka Mastnice, na kterých hojně roste silně ohrožený druh chráněné rostliny bledule jarní (Leucojum vernum), dále pak střemcha obecná (Prunus padus), brslen evropský (Euonymus europaeus), lýkovec jedovatý (Daphne mezereum), křivatec žlutý (Gagea lutea), prvosenka vyšší (Primula elatior), lilie zlatohlávek (Lilium martagon), devětsil bílý (Petasites albus) nebo pérovník pštrosí (Matteuccia struthiopteris).

## Fauna
Z motýlů se zde vyskytuje například batolec duhový (Apatura iris) a batovec červený, ze zástupců krátkokřídlých bahnomilka a kalužnatka.

## Galerie

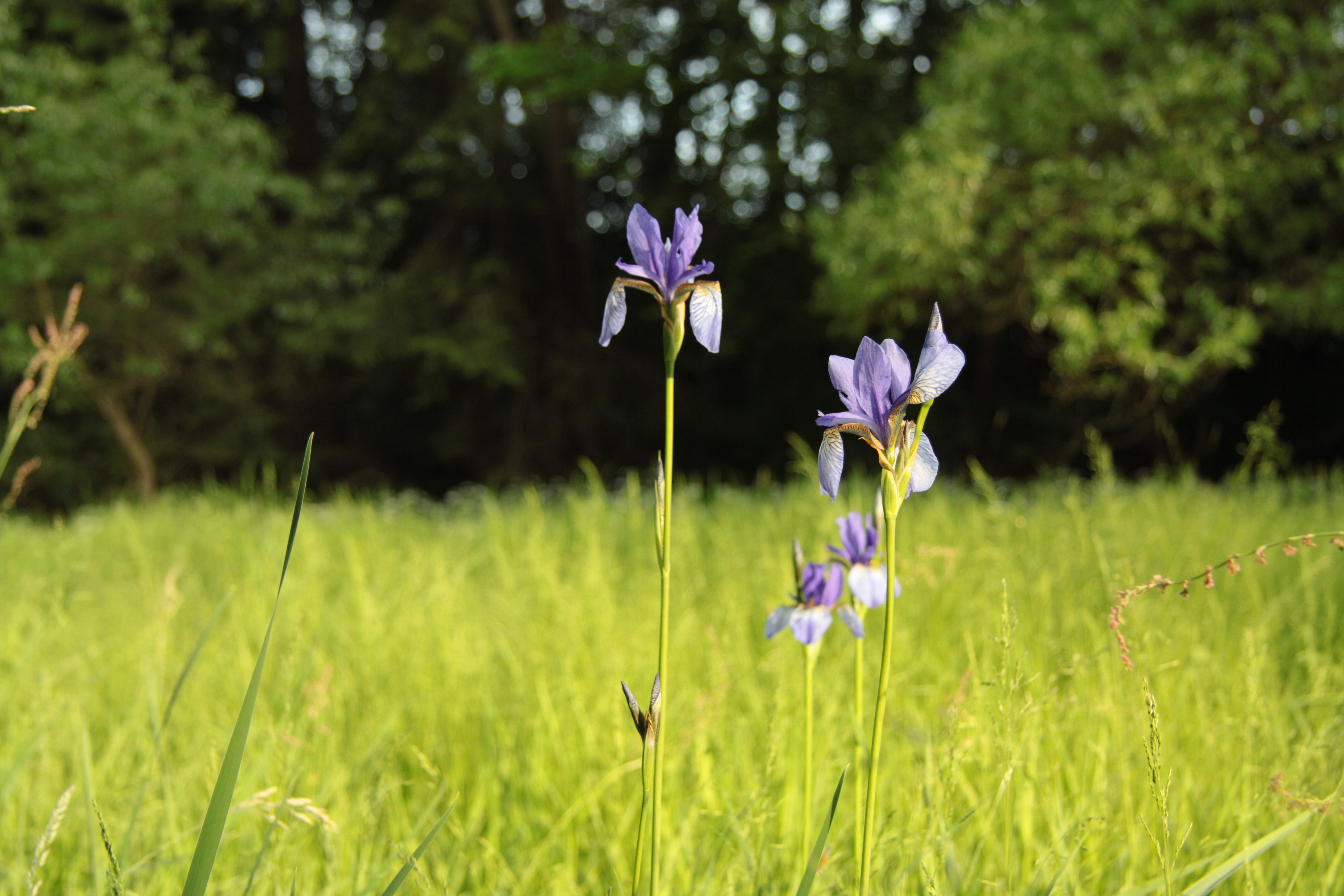
Kvetoucí kosatce sibiřské v oblasti památky
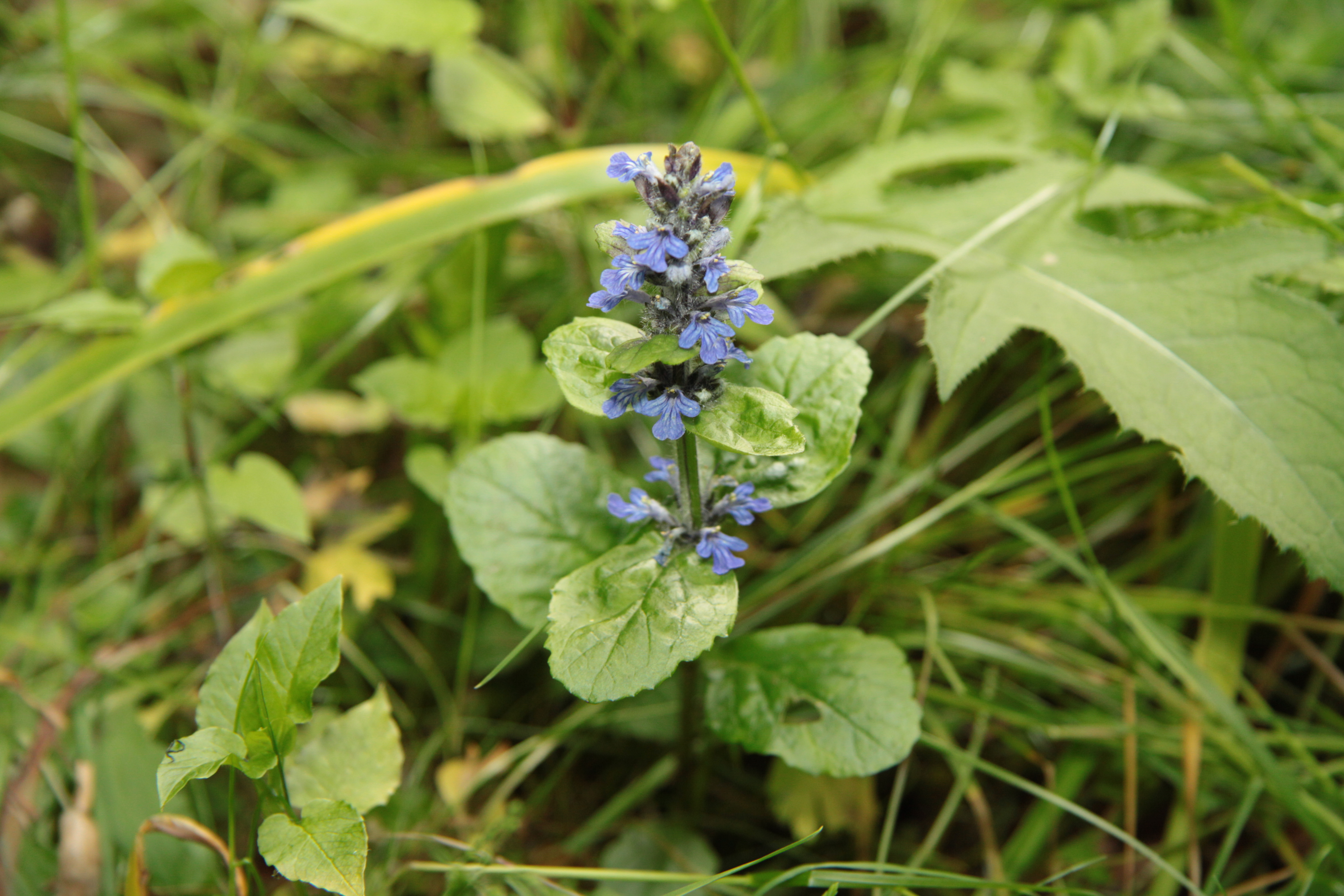
Zběhovec plazivý
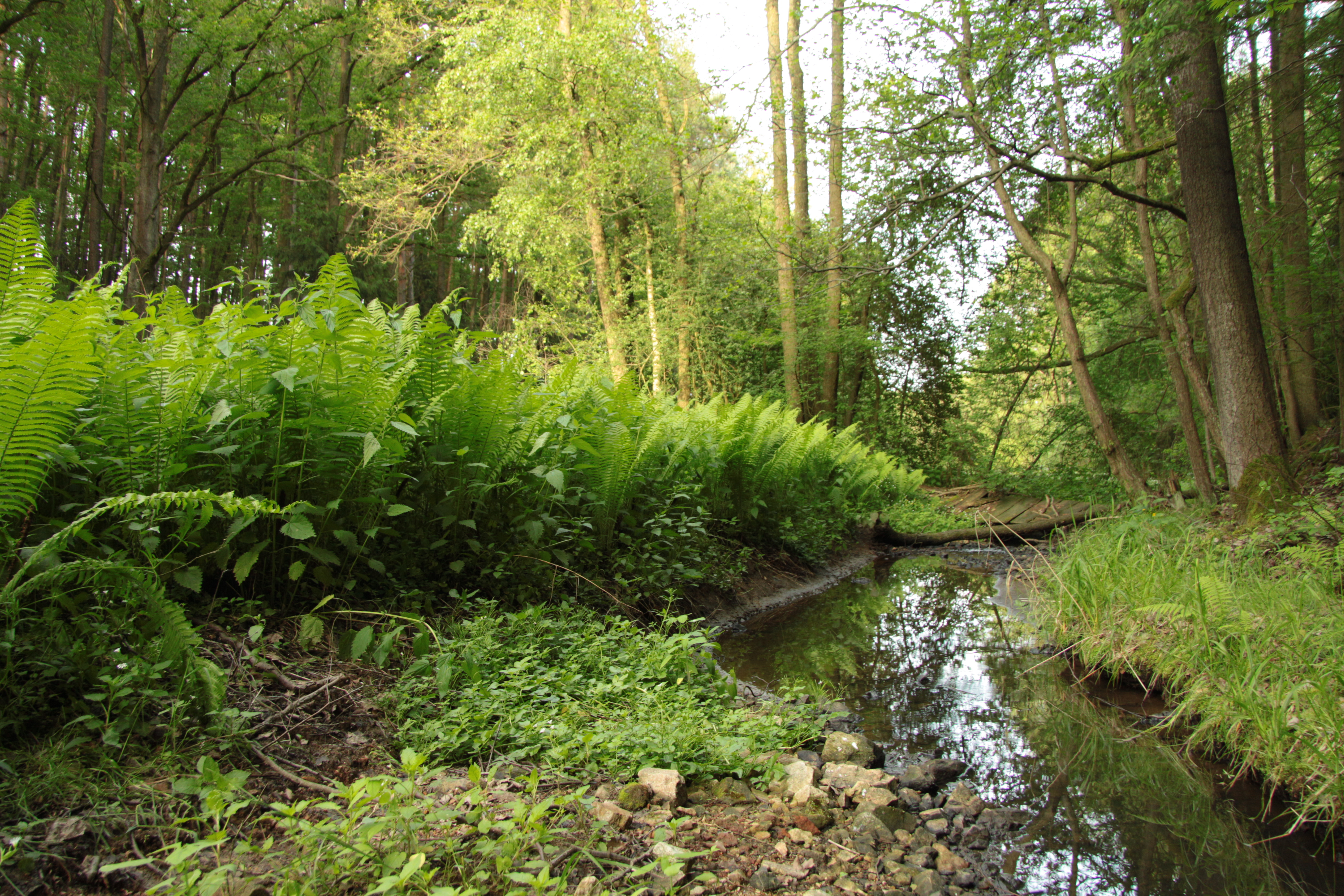
Kapradiny na břehu potoka Mastnice
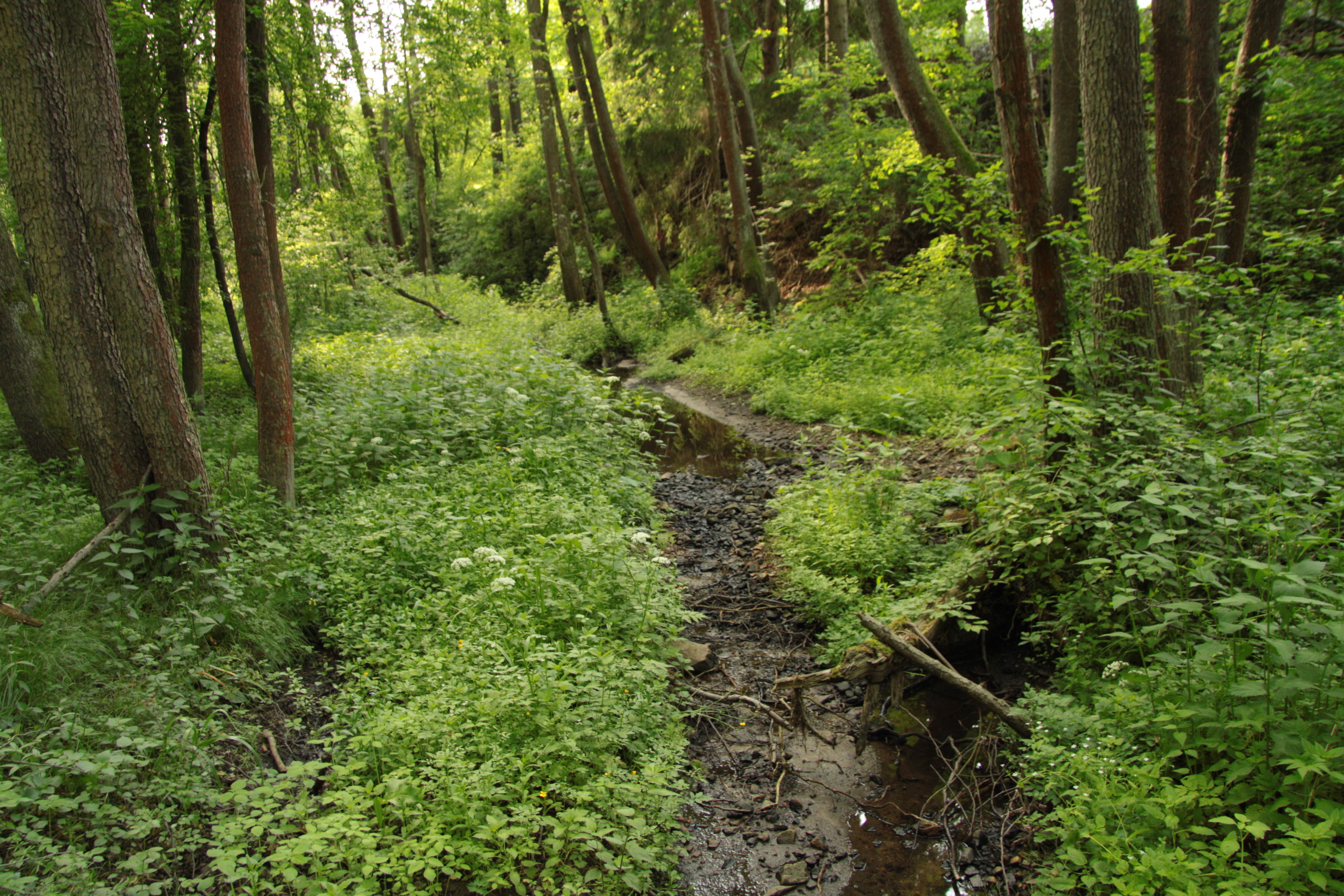
Vyschlé koryto potoka Mastnice
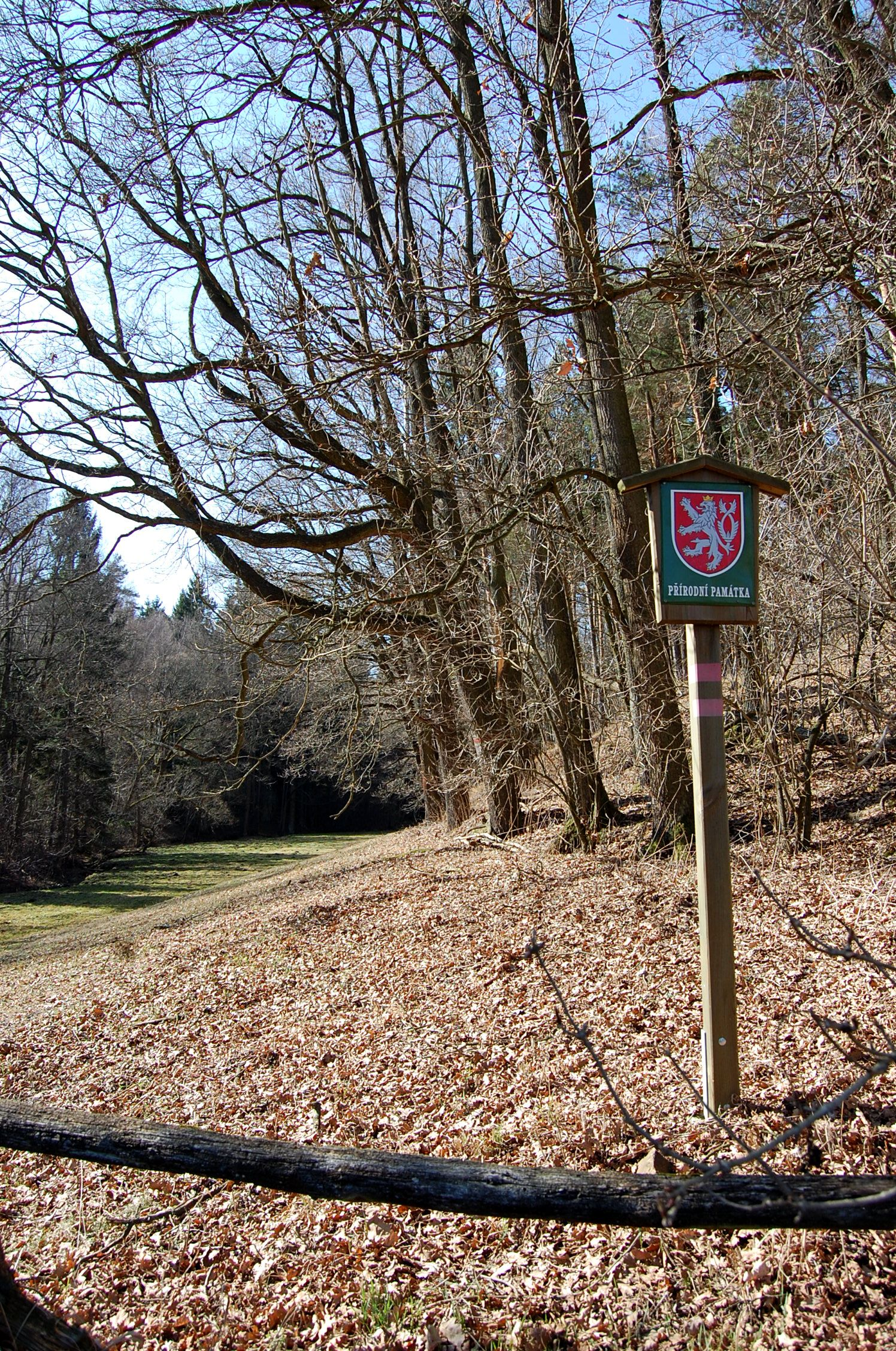
PP Mastnice
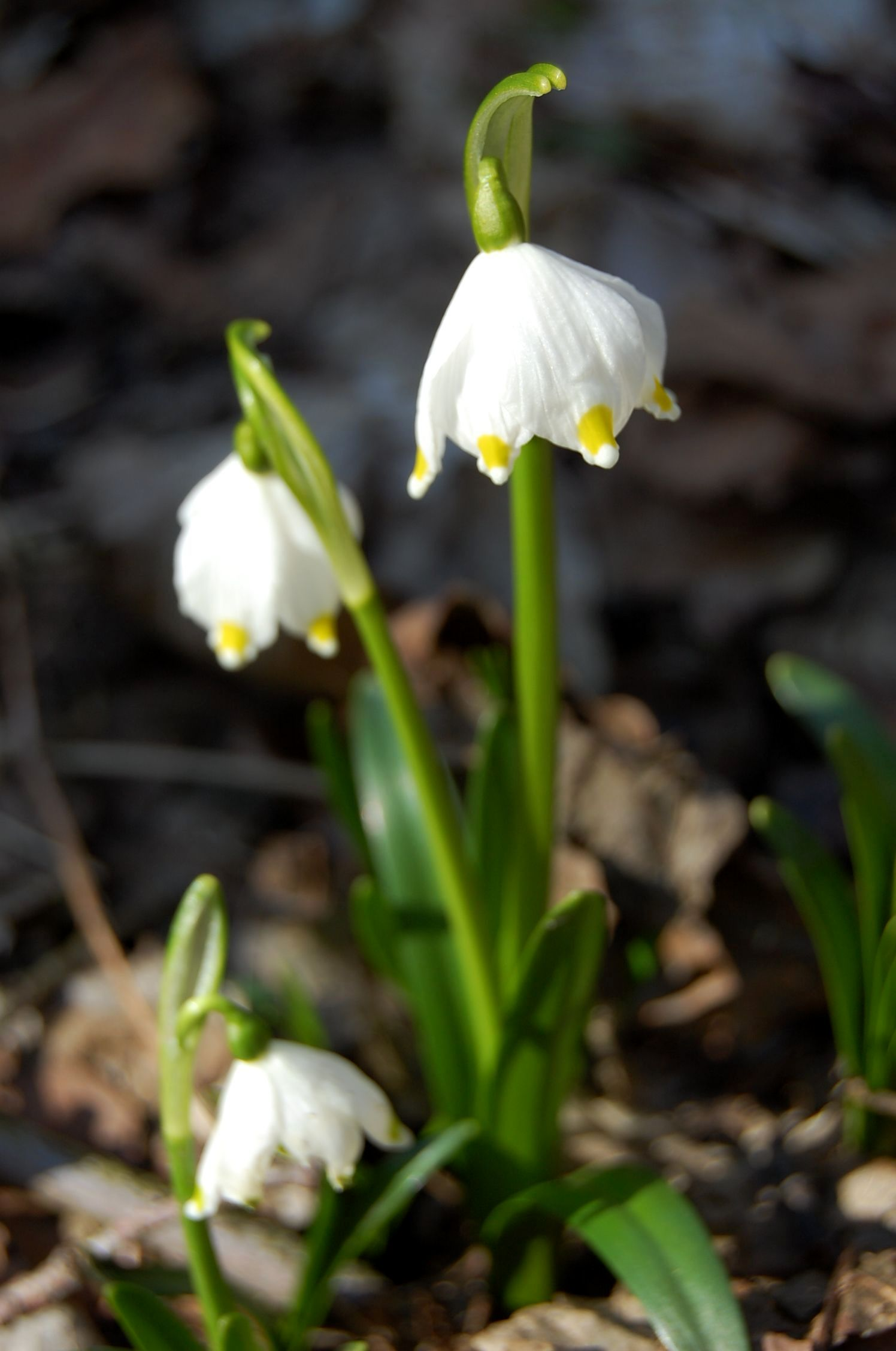
bledule jarní
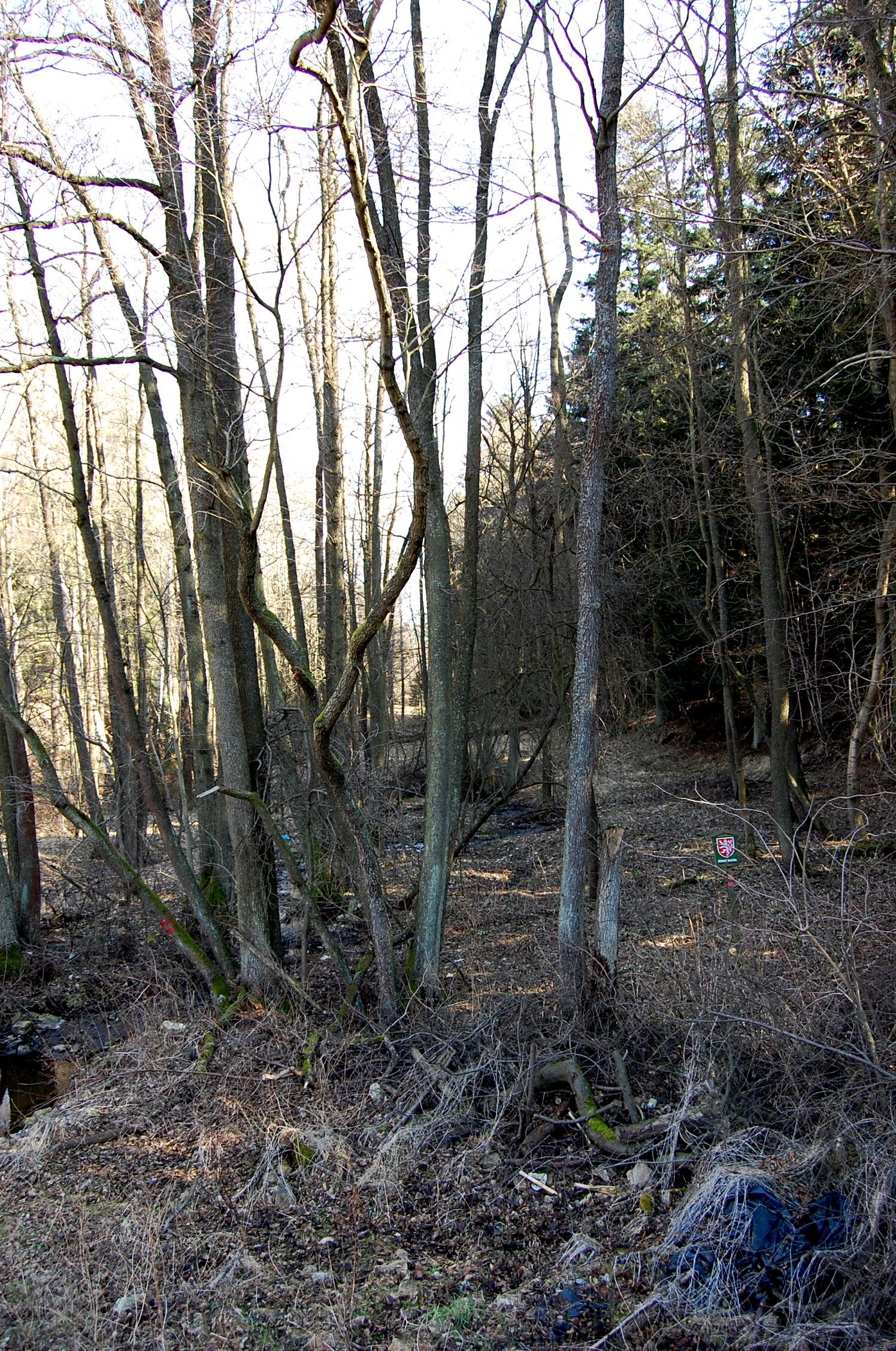
PP Mastnice
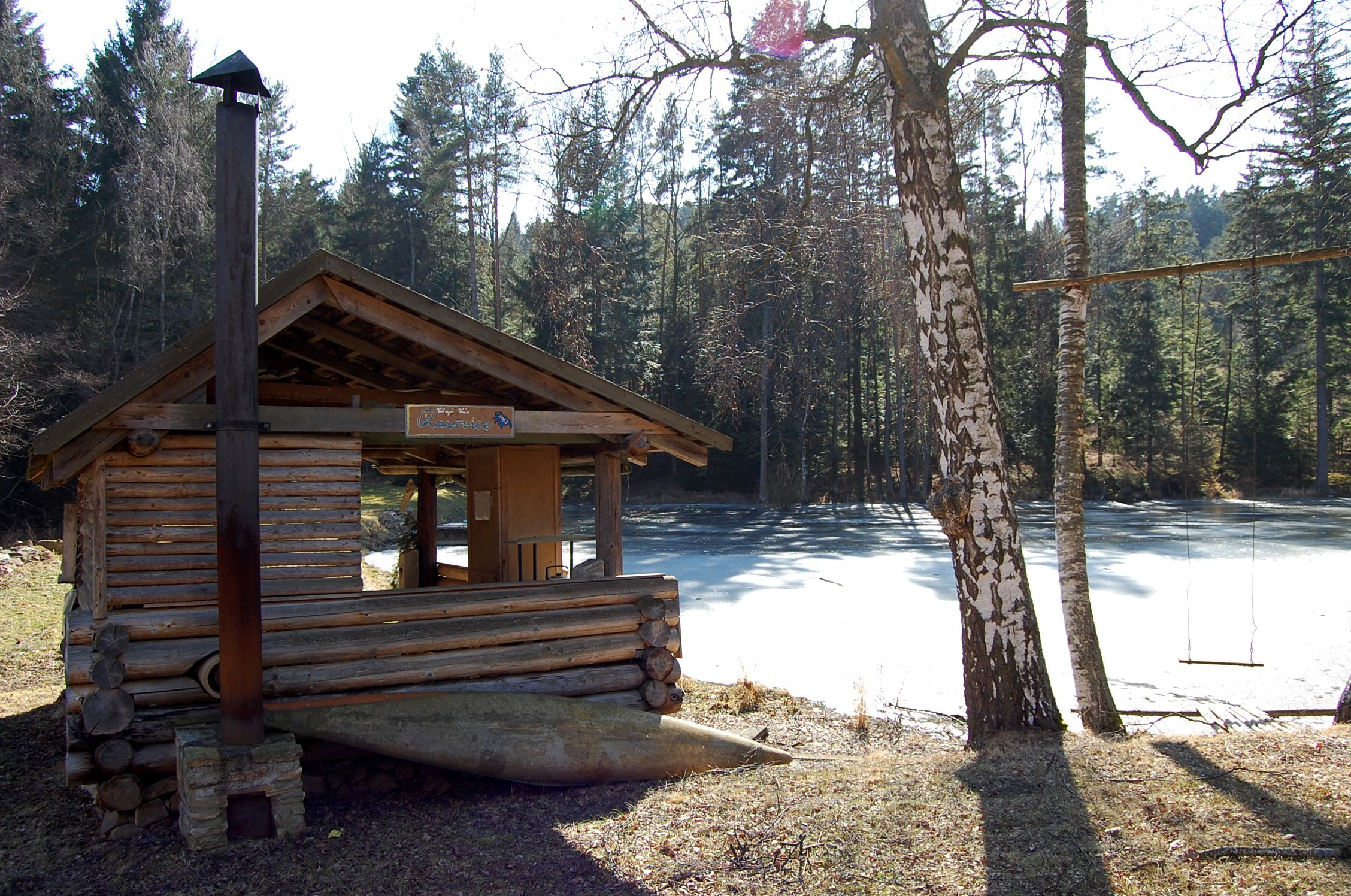
srub u PP Mastnice